# Chiasmocleis panamensis
Elachistocleis panamensis là một loài ếch trong họ Nhái bầu.
Nó được tìm thấy ở Colombia và Panama.
Các môi trường sống tự nhiên của chúng là các khu rừng ẩm ướt đất thấp nhiệt đới hoặc cận nhiệt đới, đồng cỏ khô nhiệt đới hoặc cận nhiệt đới vùng đất thấp, đồng cỏ nhiệt đới hoặc cận nhiệt đới vùng ngập nước hoặc lụt theo mùa, đầm nước ngọt, đầm nước ngọt có nước theo mùa, đất canh tác, vùng đồng cỏ, các đồn điền, các khu rừng trước đây bị suy thoái nặng nề, và kênh đào và mương rãnh.